# Rezvani Vengeance
Rezvani Vengeance – samochód terenowy typu SUV klasy pełnowymiarowej produkowany pod amerykańską marką Rezvani od 2022 roku.

## Historia i opis modelu
W październiku 2022 amerykańskie przedsiębiorstwo Rezvani Motors przedstawiło kolejny model utrzymany w charakterystycznej estetyce brutalistycznego, masywnego SUV-a nawiązującego stylizacją do pojazdów militarnych oraz pełnowartościowych samochodów terenowych. Model Vengeance uplasował się w ofercie jako największy i najdroższy pojazd, powstając na bazie luksusowego Cadillaka Escalade'a. Przy projektowaniu nadwozia pojazdu, które wyróżniło się m.in. niewielką powierzchnią szyb i licznymi przetłoczeniami, za główny punkt inspiracji traktowano gry wideo. Ogumienie o przekątnej 35 cali dostosowane zostało do jazdy w trudnych warunkach na bezdrożach. Pokrewieństwo z topowym SUV-em Cadillaca widoczne jest szczególnie w kabinie pasażerskiej, gdzie całkowicie przejęto z tego modelu projekt deski rozdzielczej. Samochód umożliwia transport maksymalnie do 8 pasażerów w trzech rzędach siedzeń.
Podobnie jak w przypadku innych modeli Rezvani, producent przewidział rozbudowaną gamę wariantów napędowych zasilających zarówno oś przednią, jak i obie osie. Do wyboru oddano trzy jednostki napędowe: dwa benzynowe 6,2 litrowe V8 o mocy 420 KM lub 682 KM, a także sześciocylindrowy diesel o pojemności 3 litrów i mocy 277 KM. W każdym przypadku silnik współpracuje z 10-biegową automatyczną skrzynią automatyczną pochodzącą od Cadillaka.

### Arsenal
W czerwcu 2024 zaprezentowana została wersja o innej styizacji nadwozia o nazwie Rezvani Arsenal. Samochód zyskał mniej masywnie stylizowaną sylwetkę ze smuklejszą linią dachu i mniej obłymi nadkolami, a także inaczej wyglądający tył przy takich samych silnikach oraz kabinie pasażerskiej jak w pokrewnym Vengeance.

### Sprzedaż
Rezvani Vengeance budowane jest na specjalne zamówienie, plasując się w gamie amerykańskiej firmy na szczycie oferty jako droższa alternatywa dla Tank. Podstawowy wariant oferowany jest w cenie zaczynającej się od 249 tysięcy dolarów amerykańskich.

### Silniki
- V8 6.2l 420 KM i 682 KM
- R6 3.0l 277 KM Diesel